# Iracema do Oeste
Iracema do Oeste là một đô thị thuộc bang Paraná, Brasil. Đô thị này có diện tích 81,538 km², dân số năm 2007 là 2604 người, mật độ 31,3 người/km².